# آموس كي. هادلي
آموس كي. هادلي هو سياسي أمريكي، ولد في 12 أكتوبر 1812 في ووترفورد في الولايات المتحدة، وتوفي في 5 مارس 1901. نشط حزبياً في حزب اليمين. وقد انتخب عضو جمعية ولاية نيويورك ‏.